# Бурлак (река)
Бурла́к — река в России, протекает по Скопинскому району Рязанской области. Правый приток реки Мокрая Табола.

## География
Длина реки составляет 11 км, площадь водосборного бассейна 74,9 км². Река берёт начало у деревни Измайловка. Течёт на юг. Устье реки находится в 53 км по правому берегу реки Мокрая Табола.

## Данные водного реестра
По данным государственного водного реестра России относится к Донскому бассейновому округу, водохозяйственный участок реки — Дон от истока до города Задонск, без рек Красивая Меча и Сосна, речной подбассейн реки — бассейны притоков Дона до впадения Хопра. Речной бассейн реки — Дон (российская часть бассейна).
Код объекта в государственном водном реестре — 05010100312107000000342.